# Melitaea abyssinica
Melitaea abyssinica är en fjärilsart som beskrevs av Charles Oberthür 1909. Melitaea abyssinica ingår i släktet Melitaea och familjen praktfjärilar. Inga underarter finns listade i Catalogue of Life.